# Tony Zucco (personaje)
Anthony Zucco es un personaje ficticio que aparece en los cómics estadounidenses publicados por DC Comics. Apareciendo por primera vez en Detective Comics # 38 (abril de 1940), Zucco es un mafioso responsable de asesinar a los padres de Dick Grayson, lo que lleva a la adopción de Grayson por Bruce Wayne, también conocido como Batman, y se convierte en el compañero de este último y original Robin y Nightwing.
El personaje ha aparecido en Batman: la serie animada, con la voz de Thomas F. Wilson y The Batman, con la voz de Mark Hamill. Richard Zeppieri lo interpretó en la primera temporada de la serie de DC Universe, Titanes.

## Historial de publicaciones
Tony Zucco apareció por primera vez en Detective Comics #38 (abril de 1940) y fue creado por Bob Kane, Bill Finger y Jerry Robinson.

## Historia ficticia

### Pre-Crisis
Antony Zucco (originalmente solo "Jefe Zucco" en su primera aparición) es un jefe de la mafia, o un simple matón de bajo nivel (su posición de poder varía dependiendo de la continuidad de la Edad de Oro y Plata) en Gotham City que es responsable de la muerte de los padres de Dick Grayson. A lo largo de los años, el papel de Zucco en el origen de Robin sigue siendo prácticamente el mismo. Zucco intenta extorsionar al Haly's Circus, donde los Voladores Graysons son la atracción principal. Cuando el maestro de ceremonias C.C. Haly (que tiene un negocio honesto) se niega a pagarle el dinero de la protección, Zucco sabotea las cuerdas del trapecio que usan los Grayson en su acto. Las cuerdas se rompen mientras los padres de Dick están en el aire. Debido a que los Grayson realizan su acto sin una red de seguridad, caen y mueren. Esto hizo que C.C. Haly le pagara dinero de protección para evitar más "accidentes". Posteriormente, Dick es adoptado por Bruce Wayne (también conocido como Batman) y se convierte en su compañero Robin. Ambos localizan a Tony Zucco y lo envían a la cárcel y finalmente es sentenciado a la silla eléctrica.

### Post-Crisis

#### Batman: Año Tres
La narración de Dick Grayson establece la historia de fondo de Zucco. Un inmigrante de primera generación de Italia, Zucco queda huérfano a una edad temprana cuando una banda de delincuentes asesina a sus padres por negarse a pagar el dinero de la protección. Zucco es enviado a un orfanato, donde lo cuida la hermana Mary Elizabeth. Ella trata de aconsejar a Zucco, pero él es una causa perdida; consumido por la ira, reza solo por la muerte de los hombres que mataron a sus padres. Cuando era joven, se escapa del orfanato y se une a una de las principales familias criminales de Gotham, y rápidamente asciende en la cadena alimenticia criminal de Gotham.
Después de que Batman lo aprehende por asesinar a los padres de Dick Grayson, Zucco es sentenciado a dos cadenas perpetuas consecutivas en la Penitenciaría de Blackgate. Después de cumplir siete años de su sentencia, solicita una audiencia de libertad condicional y ofrece testimonio contra otros criminales de Ciudad Gótica. Profesa remordimiento por sus crímenes, pero esconde un motivo oculto. Antes de que lo enviaran a prisión, Zucco había escondido un libro de contabilidad en el orfanato donde Dick residió brevemente después de la muerte de sus padres; el libro contiene información incriminatoria sobre las operaciones de la mafia en Gotham. Zucco planea sacar el libro mayor del orfanato antes de que sea demolido. Queriendo ocultarle la verdad a Dick (que recientemente se ha convertido en Nightwing), Alfred Pennyworth va a la audiencia de libertad condicional y le suplica al juez que mantenga a Zucco en prisión, pero Dick pronto se entera de la liberación de Zucco. A pesar de los intentos de Alfred por detenerlo, Dick corre hacia Blackgate para enfrentarse al asesino de sus padres. Cuando sale de la prisión, Zucco es abatido a tiros por un helicóptero contratado por un jefe criminal rival. Mientras que la muerte de Zucco le da a Dick algún cierre, su ya tensa relación con Batman se complica aún más. Cuando Dick lo presiona, Batman insiste en que no sabe nada sobre el asesinato de Zucco.

#### Batman: Dark Victory
En Batman: Dark Victory, Zucco (apodado Anthony "Fats" Zucco) es retratado como un matón de bajo nivel que trabaja para Sal Maroni, miembro del imperio mafioso de Carmine Falcone. Él y otro cabeza de familia menor, Edward Skeevers, están a cargo del contrabando de drogas. Después de constantes ataques de otros enemigos como Pingüino, Zucco inicia un nuevo método de contrabando de estas drogas. Solo le cuenta el secreto a Skeevers, creyendo que su éxito hará que sus familias menores sean más grandes que los Falcone y los Maroni juntos, e intenta apoderarse de Haley's Circus para usar sus camiones para sus actividades de contrabando. Mata a los padres de Dick Grayson como una demostración de poder para el dueño del circo y luego pasa rápidamente a la clandestinidad. Más tarde es encontrado por Batman y Dick Grayson, que aún no es Robin, y Grayson lo persigue por un callejón oscuro hasta que tiene un ataque al corazón, confesando varios crímenes antes de morir.

#### Blackest Night
Los restos de Tony Zucco han sido reanimados como Black Lantern en el crossover Blackest Night de DC Comics de 2009-2010, con John y Mary Grayson, Jack y Janet Drake, el Capitán Bumerang y los miembros fallecidos de la galería rebelde del Caballero Oscuro original. Dick Grayson y Tim Drake, que se han convertido en los nuevos Batman y Red Robin, se enfrentan respectivamente a los cadáveres de Zucco y sus padres. Dick finalmente se suspende criogénicamente a sí mismo y a Tim durante la batalla, lo que obliga a los Black Lanterns a retirarse ya que no pueden leer ningún signo de vida en ellos.

#### The Black Mirror
En The Black Mirror, se revela que Zucco había tenido una hija llamada Sonia. Aparentemente es una mujer de negocios legítima y dirige el GGM Bank bajo el alias de Sonia Branch. Dick Grayson, quien recientemente se había convertido en el nuevo Batman, inicialmente espera que Sonia no sea tan corrupta como su padre. Sin embargo, se siente decepcionado cuando se da cuenta de que Sonia lo manipuló para someter a los rivales que desean apoderarse de su banco. Debido a la falta de pruebas, Sonia queda fuera del alcance de la ley.

### The New 52
En The New 52 (un reinicio de la continuidad de DC Universe), un joven Dick Grayson ve a Tony Zucco amenazando a CC Haly por dinero de protección. Cuando Haly se niega a pagar, Zucco sabotea el trapecio, lo que hace que John y Mary Grayson caigan y mueran. Dick se obsesiona con encontrar a Zucco y deambula por las calles de Gotham City buscándolo, finalmente se encuentra con Batman y descubre que el Caballero de la Noche y su nuevo guardián Bruce Wayne son la misma persona. Tony sigue siendo el padre de Sonia Zucco en esta continuidad, y ella y Dick tienen una tenue relación.
Zucco desapareció poco después de su arresto y se presume muerto, pero Sonia recibe un correo electrónico que dice que su padre todavía está vivo y vive en Chicago, y le transmite esta información a Dick.
Se revela que Zucco trabaja para el alcalde de Chicago, Wallace Cole, bajo el alias de Billy Lester. Cole conoce los antecedentes penales de Zucco, y años antes los encubrió al declararlo oficialmente muerto. Cuando Nightwing llega a Chicago, Cole le dice a Zucco, presa del pánico, que se esconda. Nightwing descubre la verdadera identidad de "Billy Lester" y se entera de que el asesino de sus padres tiene esposa e hijo.
Nightwing aparece en la oficina de Cole y exige saber por qué está protegiendo a Zucco. Luego pone micrófonos ocultos en la oficina de Cole. Poco después, el Bromista se dirige a toda la ciudad por video y revela que Cole ha estado albergando a Zucco durante tres años. Cuando Zucco se entera de lo sucedido, regresa a Chicago para ayudar a Nightwing. Zucco le dice a Nightwing que asesinó a Harold Loomis, el hombre que diseñó el sistema de transporte de la ciudad, por orden de Cole. Luego explica que Prankster es el hijo de Loomis y que planea volar el ayuntamiento como venganza; también le envió a Sonia el correo electrónico sobre Zucco para asegurarse de que Nightwing se involucrara. Nightwing y Zucco desactivan los explosivos y ponen a Cole a salvo, y Nightwing lucha contra el Bromista. Zucco salva la vida de Nightwing disparando e hiriendo al Bromista. Luego es arrestado por asesinar a Loomis. En la cárcel, Zucco recibe la visita de un hombre que sugiere que sus empleadores pueden ayudarlo a vencer la culpa. Zucco insiste en que quiere asumir la responsabilidad de dar un buen ejemplo a su hijo. El hombre dice que eso no tiene sentido, ya que la familia de Zucco lo ha dejado.

### Frontera Infinita
En la serie Nightwing, Zucco parecía tener otra hija, Melinda Zucco, quien es una alcaldesa recién nombrada de Blüdhaven. Sin embargo, ediciones posteriores revelaron que Tony no es el padre de Melinda, sino John Grayson, el padre de Nightwing mientras que tanto ella como Nightwing son medios hermanos.
La madre de Melinda, Meili Lin, reveló que después de que la obligaron a casarse con Tony, se escapó de él mientras visitaba el circo donde John y Mary la ayudaron. Meili viajaría con el circo y tuvo una corta relación con John que resultó en quedar embarazada de Melinda. Finalmente, Tony logró rastrearla y traerla de regreso a Blüdhaven. Meses después, Meili dio a luz a Melinda y Zucco siempre supo que Melinda no era su hija. Después de que Meili y Melinda dejaran a Zucco años más tarde y ofrecieran protección de la familia criminal Maroni, Zucco finalmente mataría a John y Mary y dejaría a Dick huérfano, y Dick se dio cuenta de que Zucco los mató por venganza en lugar de poseer su dinero.

## Otras versiones

### All Star Batman y Robin
En All Star Batman y Robin the Boy Wonder de Frank Miller, los padres de Dick Grayson son asesinados por un asesino a sueldo de bajo nivel llamado "Jocko-boy" Vanzetti. A lo largo de los primeros números, Batman brutaliza a Vanzetti, llegando incluso a torturarlo con batarangs cubiertos de veneno de serpiente que causan alucinaciones aterradoras. Batman lleva a Vanzetti a la Batcave y permite que Dick Grayson lo "interrogue" con un hacha. Bajo esta tortura, Vanzetti revela que el Joker ordenó el golpe. Posteriormente, Batman arroja a Vanzetti a Gotham Bay con las manos atadas a la espalda, aunque más tarde se ve a Jocko-boy saliendo.

### Tierra 3
En el universo de Tierra 3, como se ve durante la historia de "Maldad Eterna", Anthony Zucco es un payaso que es dueño de un circo. Es asesinado por Jonathan Grayson, quien usa el circo como fachada para sus actividades criminales.

## En otros medios

### Televisión
- Tony Zucco apareció en el episodio de dos partes de Batman: la serie animada, "Robin's Reckoning", con la voz de Thomas F. Wilson. Esta versión es sobrino de Connie Stromwell, la exesposa del rival de Rupert Thorne, Arnold Stromwell. Los alias de Tony Zucco incluyen a Billy Marin, Simon Dirks, Sid el Calamar, Killer Coburn y Punky Lesh. Como en los cómics, amenaza al propietario de Haly's Circus, el Sr. Haly, por dinero de protección y mata a los padres de Dick Grayson saboteando las cuerdas del trapecio después de que Haly lo rechaza violentamente. Después de que Bruce Wayne adopta a Dick, Batman persigue a Zucco con sed de venganza. Luego de una visita de Batman mientras niega cualquier participación en el incidente en Haly's Circus, Stromwell se enfurece por las acciones de Zucco y lo echa de la familia criminal Stromwell mientras lo deshereda, aunque no lo entrega a la policía. Después de un par de breves encuentros con Batman, un Zucco cada vez más paranoico escapa pero regresa a Gotham City nueve años después para los eventos principales del episodio. Después de enterarse de que el asesino de sus padres ha regresado, Robin persigue a Zucco en contra de los deseos de Batman. Mientras se esconde en un parque de diversiones abandonado, Zucco es rastreado por Batman, cuya pierna resulta herida por un Zucco paranoico. Zucco finalmente acorrala y casi mata a Batman, pero Robin llega y somete a Zucco después de la pelea de los dos. Casi arroja a Zucco del muelle, pero cede y lo entrega a la policía, y finalmente encuentra justicia para su familia.
- Tony Zucco aparece en el episodio de The Batman, "A Matter of Family", con la voz de Mark Hamill. Esta versión actúa como Mafia Don de Gotham con sus tres hermanos que son sus subordinados y todos están involucrados en actos de circo. Sus hermanos son un hombre fuerte (mencionado en los créditos como Bruiser y con la voz de Maurice LaMarche), un domador de leones y un malabarista. Su propia habilidad es lanzar cuchillos. Cuando era niño, formó parte de un dúo de lanzamiento de cuchillos con su padre, con Tony lanzando los cuchillos mientras su padre estaba atado al objetivo gigante, pero falló una vez y mató a su padre. Cuando Zucco ofrece su "protección" a los Voladores Graysons, John Grayson se niega. Cuando John es atacado por los hermanos de Zucco, Dick Grayson llama a la policía minutos después de que Zucco aparece por primera vez en la carpa de los Voladores Graysons. La llamada es interceptada por Batman y derriba rápidamente a Zucco y sus hermanos, lo que hace que la policía de Gotham se lleve al hermano "Domador de leones" de Zucco, mientras Zucco y los otros dos hermanos escapan. Jurando vengarse de Batman y los Grayson, Zucco manipula las barandillas del acto de trapecio de los Grayson, lo que resulta en la muerte de John y Mary Grayson. Después del asesinato de John y Mary, Batman acorrala a todos los hermanos restantes de Zucco hasta que descubre el paradero de su jefe: Haly's Circus. Cuando Zucco noquea a Batman en Haly's Circus, amarra al Caballero de la Noche a una rueda para lanzar cuchillos. Sin embargo, Robin llega justo a tiempo y lucha contra Zucco el tiempo suficiente para que Batman se libere. En un momento, Robin tiene la oportunidad de vengarse cuando Zucco cae de la plataforma del trapecio. Robin elige salvar al asesino de sus padres y Zucco es arrestado por la policía.
- Tony Zucco aparece en el episodio de Titanes, "Jason Todd", interpretado por Richard Zeppieri. Al igual que con las representaciones anteriores, es responsable de los asesinatos de John y Mary Grayson. Tras su arresto, Zucco accede a testificar contra la familia Maroni a cambio de que lo liberen de prisión. Al enterarse de que Zucco será liberado, Dick embosca a un convoy policial que transporta a Zucco con la intención de matarlo. Cuando los Maroni también llegan para asesinar a Zucco, Dick se niega a ayudarlo y permite que los mafiosos maten a Zucco. Posteriormente, los Maroni se dirigen a la familia de Zucco, y solo sobrevive su hijo Nick. Al culpar a Dick por lo que le sucedió a su familia, Nick intenta vengar sus muertes asesinando a los otros miembros de la compañía de circo de Dick, pero finalmente es derrotado por Dick y Jason Todd.

### Película
- En Batman Forever (1995), Zucco es reemplazado por Dos Caras como el asesino de los padres de Dick Grayson, quien también asesina al hermano mayor de Dick.

### Varios
Tony Zucco aparece en el número 6 de los cómics de Justicia Joven. Apareció en un flashback cuando Robin recapitula su historia. Al igual que los cómics, Tony Zucco intentó ofrecer dinero de protección al Sr. Haly, quien se lo negó. El 1 de abril de 2006, durante una rutina de trapecio sin red, los hombres de Tony Zucco sabotearon la plataforma del trapecio que se rompió durante el acto y mató a los padres, la tía y el primo de Dick, mientras que su tío sobrevivió pero quedó paralizado. Cuando Dick Grayson se convirtió en Robin por primera vez, ayudó a Batman a llevar a Tony Zucco ante la justicia.